# Pasi Seubadeh
Pasi Seubadeh is een bestuurslaag in het regentschap Aceh Selatan van de provincie Atjeh, Indonesië. Pasi Seubadeh telt 1398 inwoners (volkstelling 2010).